# Manor Racing
A Manor egy megszűnt brit Formula–1-es csapat, ami 2016-ban a Marussia utódjaként szerepelt a "száguldó cirkuszban".

## A Formula–1-ben
A Manor nagy szerepet játszott 2010-ben a Virgin alakulat debütálásában, 2009-ben a Manor Motorsport jogot kapott az indulásra a 2010-es szezonban, és a Virgin Group első embere, Richard Branson megvette a szponzori névadó jogot, ezért Virgin Racing lett a csapat neve.
2011-ben újra átnevezték a csapatot, akkor már Marussia Virgin Racing volt.
2012-ben a Virgin kiszállt a csapatból, és a Marussia lett az alakulat neve, rá két évre a csapat csődbe ment és 2015. február 19-én a Manor felvásárolta az alakulatot.
2016. január 19-én a csapat bejelentette közösségi oldalán, hogy a Marussia nevet elhagyva, Manor Racingként vágnak neki a 2016-os szezonnak. A tervező gárdához csatlakozott Pat Fry, a csapat pedig együttműködési megállapodást kötött a Ferrarival, Nicholas Tombazis a maranellóiaktól érkezett az aerodinamikai részleg élére.

### 2016-os szezon

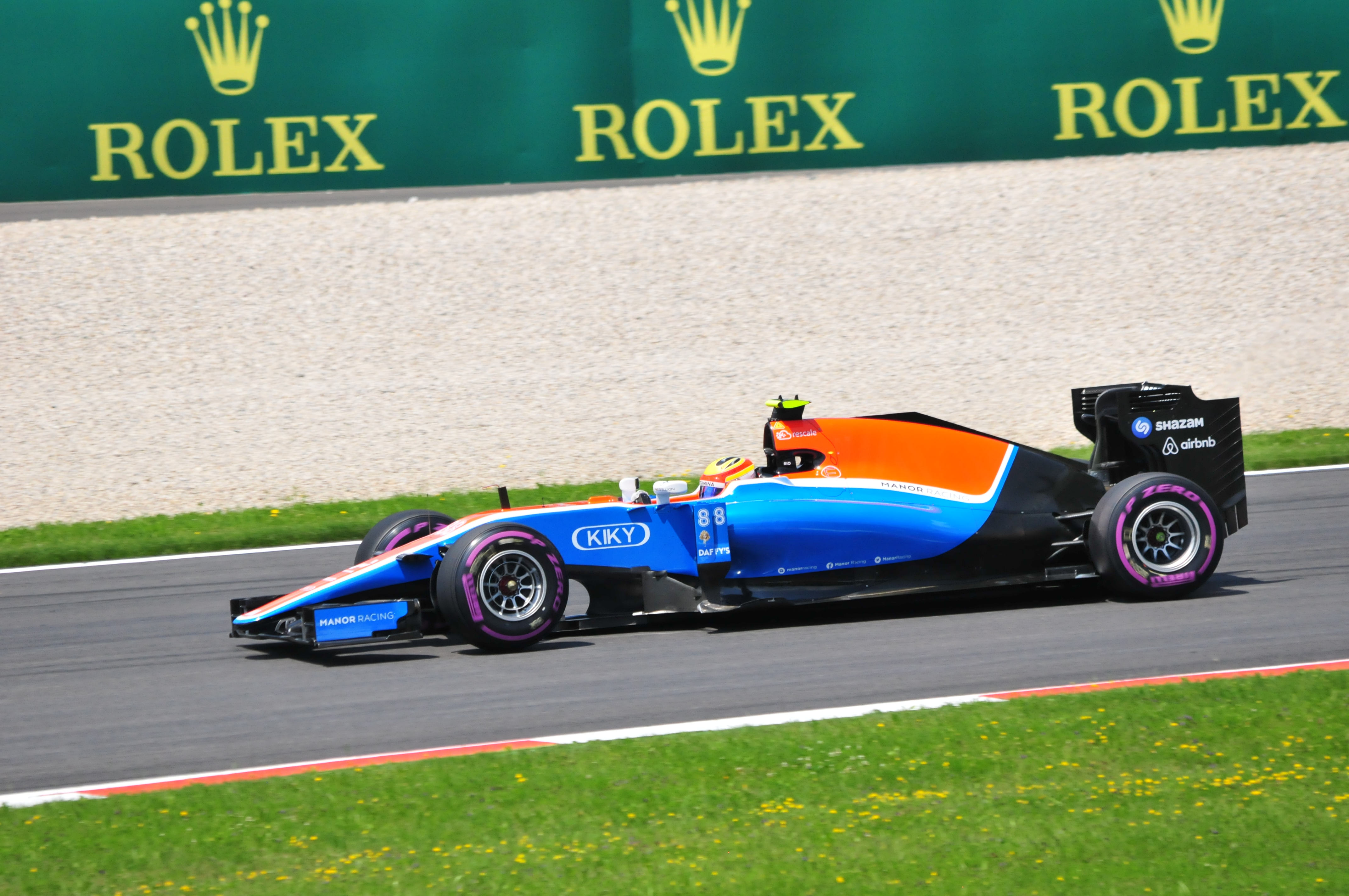
Rio Haryanto az Osztrák nagydíjon

Február 10-én a csapat bejelentette egyik versenyzőjét, a DTM 2015-ös bajnokát, egyben a Mercedes tartalék- és tesztpilótáját, Pascal Wehrleint.
Február 18-án a csapat bejelentette másik versenyzőjét, a Formula–1 első indonéz pilótáját, Rio Haryantót.
Február 22-én Barcelonában a 2016-os szezon első tesztén leleplezték az MRT05-ös kódjelű autójukat.
Alexander Rossi aki a 2015-ös szezonban öt versenyhétvégén volt a csapat pilótája, március 9-én bejelentették hogy ő lesz a csapat tesztversenyzője.
A szezonnyitó ausztrál nagydíjon a pilóták az utolsó két helyre kvalifikálták magukat. Rio Haryanto a 21., míg Pascal Wehrlein a 22. helyről indulhatott vasárnap. Később a Nemzetközi Automobil Szövetség (FIA) büntetést szabott ki Haryantóra (szombati harmadik szabadedzésen a boxutcában Romain Grosjeanal ütközött), így három pozícióval hátrasorolták. A futamon Esteban Gutiérrez és Fernando Alonso balesete után először biztonsági autót, majd piros zászlót ítéltek, és Rio Haryanto technikai okok miatt nem tudta folytatni a futamot. Pascal Wehrlein pedig behozta az autót a 16. helyre.

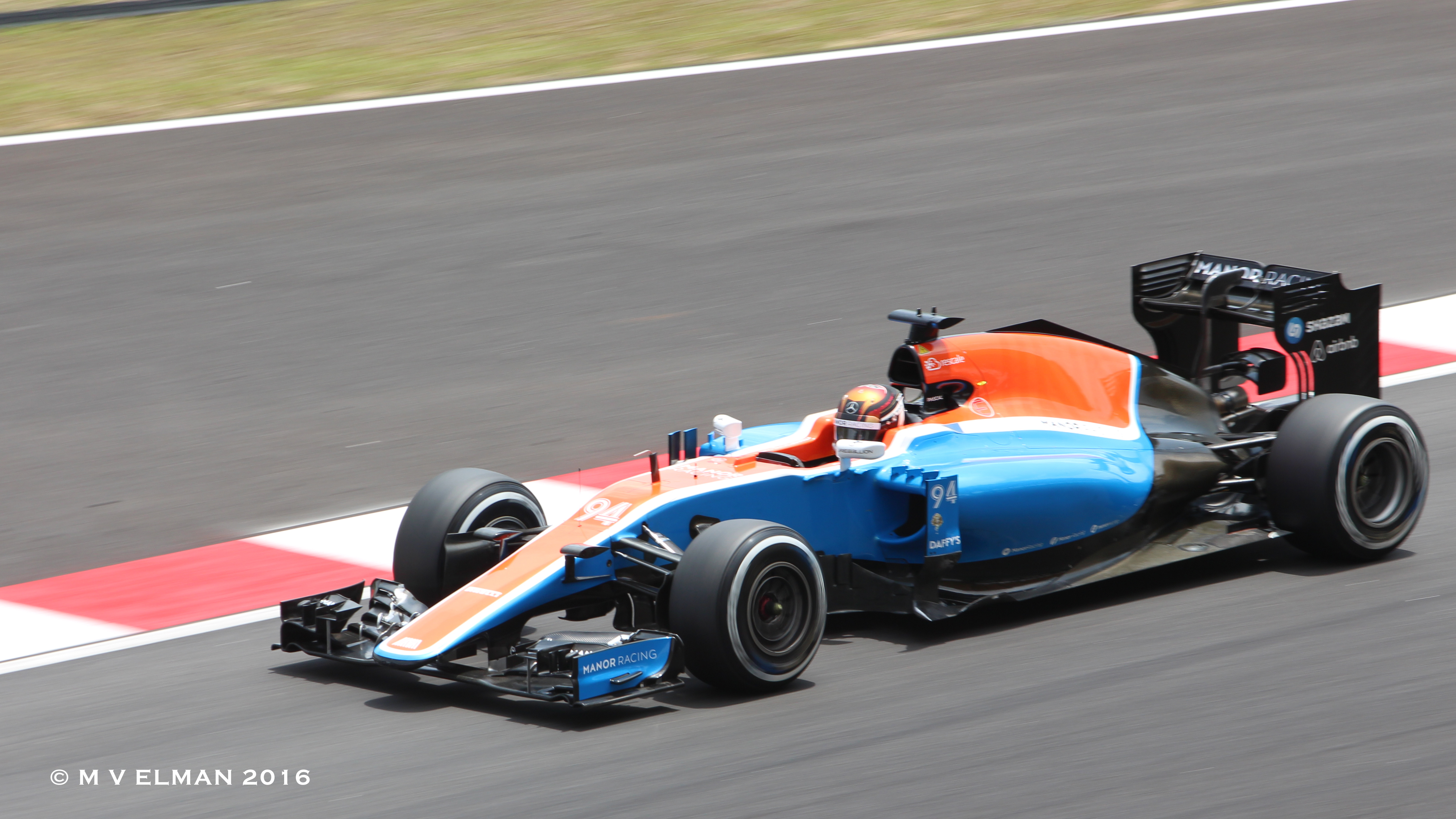
Pascal Wehrlein szerezte a csapat egyetlen pontját az Osztrák nagydíjon

Osztrák nagydíj időmérőedzésen is remeklő Pascal Wehrlein megszerezte a csapat első világbajnoki pontját, a 12. helyről rajtolva a 10. helyre hozta be az autót.
Augusztus 10-én bejelentették, hogy a Mercedes és a Renault tartalék- és tesztpilótája Esteban Ocon váltja Rio Haryantót a szezon második felében, mert nem tudta összeszedni a szükséges szponzori pénzeket. De felajánlották neki, hogy tartalék pilótának részese lehet a csapatnak, és ő élt is ezzel az opcióval.
November 13-án a kaotikus esős Brazil nagydíjon Esteban Ocon a második piros zászló után sokáig a top 10-ben autózott, ahol az utolsó körökben úgy tűnt, hogy legalább 1 pontot tud szerezni a csapatnak, de a nála jobb autóval a McLarennél versenyző Fernando Alonso és az utolsó körben a Williamsel Valtteri Bottas is megelőzte, és így a pontszerzés meghiúsult.
Mivel Felipe Nasr a Sauberrel 9. helyezést érte el, így a csapat visszacsúszott az utolsó, 11. helyre a konstruktőri bajnokságban.
Később kiderült, hogy ez végzetes volt a csapat szempontjából, ugyanis így elestek az év végi jelentős pénzjutalomtól, amit az FIA-tól kaptak volna.
2017 januárjában egyre több helyről lehetett hallani, hogy a csapat súlyos pénzügyi gondokkal küzd és, hogy nem áll fel a rajtrácsra a 2017-es idény rajtján. Az istállót működtető cég ellen csődeljárás indult, majd miután nem sikerült befektetőt találni, január 27-én bejelentették a csapat megszűnését.

## Eredmények a Formula–1-ben

### Összefoglaló
| Szezon | Név              | Modell      | Gumi | Motor             | Üzemanyag | Versenyzők                                | Helyezés     |
| ------ | ---------------- | ----------- | ---- | ----------------- | --------- | ----------------------------------------- | ------------ |
| 2016   | Manor Racing MRT | Manor MRT05 | P    | Mercedes V6 turbó | Petronas  | Pascal Wehrlein Rio Haryanto Esteban Ocon | 11. (1 pont) |

### Teljes Formula–1-es eredménysorozata
(Táblázat értelmezése)

(Félkövér: pole-pozícióból indult; dőlt: leggyorsabb kört futott) 

| A Manor teljes Formula–1-es eredménysorozata | A Manor teljes Formula–1-es eredménysorozata | A Manor teljes Formula–1-es eredménysorozata | A Manor teljes Formula–1-es eredménysorozata | A Manor teljes Formula–1-es eredménysorozata | A Manor teljes Formula–1-es eredménysorozata | A Manor teljes Formula–1-es eredménysorozata | A Manor teljes Formula–1-es eredménysorozata | A Manor teljes Formula–1-es eredménysorozata | A Manor teljes Formula–1-es eredménysorozata | A Manor teljes Formula–1-es eredménysorozata | A Manor teljes Formula–1-es eredménysorozata | A Manor teljes Formula–1-es eredménysorozata | A Manor teljes Formula–1-es eredménysorozata | A Manor teljes Formula–1-es eredménysorozata | A Manor teljes Formula–1-es eredménysorozata | A Manor teljes Formula–1-es eredménysorozata | A Manor teljes Formula–1-es eredménysorozata | A Manor teljes Formula–1-es eredménysorozata | A Manor teljes Formula–1-es eredménysorozata | A Manor teljes Formula–1-es eredménysorozata | A Manor teljes Formula–1-es eredménysorozata | A Manor teljes Formula–1-es eredménysorozata | A Manor teljes Formula–1-es eredménysorozata | A Manor teljes Formula–1-es eredménysorozata | A Manor teljes Formula–1-es eredménysorozata | A Manor teljes Formula–1-es eredménysorozata | A Manor teljes Formula–1-es eredménysorozata |
| Év                                           | Kasztni                                      | Motor                                        | Gumi                                         | Versenyzők                                   | 1                                            | 2                                            | 3                                            | 4                                            | 5                                            | 6                                            | 7                                            | 8                                            | 9                                            | 10                                           | 11                                           | 12                                           | 13                                           | 14                                           | 15                                           | 16                                           | 17                                           | 18                                           | 19                                           | 20                                           | 21                                           | Helyezés                                     | Pont                                         |
| -------------------------------------------- | -------------------------------------------- | -------------------------------------------- | -------------------------------------------- | -------------------------------------------- | -------------------------------------------- | -------------------------------------------- | -------------------------------------------- | -------------------------------------------- | -------------------------------------------- | -------------------------------------------- | -------------------------------------------- | -------------------------------------------- | -------------------------------------------- | -------------------------------------------- | -------------------------------------------- | -------------------------------------------- | -------------------------------------------- | -------------------------------------------- | -------------------------------------------- | -------------------------------------------- | -------------------------------------------- | -------------------------------------------- | -------------------------------------------- | -------------------------------------------- | -------------------------------------------- | -------------------------------------------- | -------------------------------------------- |
| 2016                                         | MRT05                                        | Mercedes PU106C 1.6 V6 t                     | P                                            |                                              | AUS                                          | BHR                                          | CHN                                          | RUS                                          | ESP                                          | MON                                          | CAN                                          | EUR                                          | AUT                                          | GBR                                          | HUN                                          | GER                                          | BEL                                          | ITA                                          | SIN                                          | MAL                                          | JPN                                          | USA                                          | MEX                                          | BRA                                          | UAE                                          | 11.                                          | 1                                            |
| 2016                                         | MRT05                                        | Mercedes PU106C 1.6 V6 t                     | P                                            | Rio Haryanto                                 | ki                                           | 17                                           | 21                                           | ki                                           | 17                                           | 15                                           | 19                                           | 18                                           | 16                                           | ki                                           | 21                                           | 20                                           |                                              |                                              |                                              |                                              |                                              |                                              |                                              |                                              |                                              | 11.                                          | 1                                            |
| 2016                                         | MRT05                                        | Mercedes PU106C 1.6 V6 t                     | P                                            | Pascal Wehrlein                              | 16                                           | 13                                           | 18                                           | 18                                           | 16                                           | 14                                           | 17                                           | ki                                           | 10                                           | ki                                           | 19                                           | 17                                           | ki                                           | ki                                           | 16                                           | 15                                           | 22                                           | 17                                           | ki                                           | 15                                           | 14                                           | 11.                                          | 1                                            |
| 2016                                         | MRT05                                        | Mercedes PU106C 1.6 V6 t                     | P                                            | Esteban Ocon                                 |                                              |                                              |                                              |                                              |                                              |                                              |                                              |                                              |                                              |                                              |                                              |                                              | 16                                           | 18                                           | 18                                           | 16                                           | 21                                           | 18                                           | 21                                           | 12                                           | 13                                           | 11.                                          | 1                                            |

## További Információk
- Manor Racing hivatalos weboldala
- Manor Racing a Formula–1 hivatalos weboldalán

### Közösségi oldalai
- Manor Racing hivatalos Facebook közösségi weboldala
- Manor Racing hivatalos Twitter közösségi weboldala
- Manor Racing hivatalos Instagram közösségi weboldala
- Manor Racing hivatalos Google+ közösségi weboldala